# Abd al-Aziz al-Ahwani
Abd al-Aziz al-Ahwani (en árabe, عبد العزيز الأهواني) fue un hispanista y arabista egipcio (1915-1980), uno de los precursores del llamado arabismo-hispanismo, o rama de ambas disciplinas que pone en relación los acervos culturales español y andalusí. 
Como otros hispanistas árabes, Al-Ahwani comenzó a interesarse por lo hispano a partir de lo andalusí. En 1938 participó en la edición de la Dajira del poeta Ibn Bassam de Santarém. En 1947 se convirtió en el primer universitario egipcio enviado a España para aprender castellano y estudiar los manuscritos árabes de El Escorial. 
Al-Ahwani se interesó por la lengua del zéjel, composición poética andalusí escrita en árabe coloquial con mezcla de romance. Sobre este tema escribió la más importante de sus obras, El zéjel en al-Andalus (1957). El interés por el árabe ibérico le hizo estudiar el refranero andalusí: en 1962 editó una colección de refranes del granadino Ibn Asim (m. en 1426) comparados con los del Marqués de Santillana (m. en 1456). 
Fue autor de la primera traducción del Quijote publicada en árabe, en El Cairo, 1957 (había dos traducciones parciales anteriores, hechas en Marruecos, pero que permanecieron inéditas). Se publicó la Primera parte de la novela cervantina, pero como quiera que la censura mutiló a la obra de algunos pasajes considerados ofensivos para el islam (sobre todo del relato del cautivo), Al-Ahwani rehusó traducir la Segunda parte.
Entre 1973 y 1978 mantuvo una viva polémica con el arabista Emilio García Gómez a causa de la edición realizada por este del Cancionero de Ibn Quzman. La polémica se desarrolló en las páginas de la Revista del Instituto Egipcio de Estudios Islámicos en Madrid y ocupó unas 400 páginas de la misma.
- Datos: Q5654767